# Lisa Kelly
Lisa Ann Kelly (irisch Laoise Ní Cheallaigh, * 7. Mai 1977 in Dublin, Irland) ist eine irische Sängerin klassischer und keltischer Musik. Sie war Teil mehrerer Musical- und Theaterproduktionen und ist Gründungsmitglied der Gruppe Celtic Woman.

## Frühere Jahre
Kelly gehört einer musikalischen Familie an. Ihre Eltern und Schwestern sind ebenfalls Sänger bzw. Sängerinnen. Im Alter von sieben Jahren begann sie in der Musicalversion von Bugsy Malone zu singen. Ihre Eltern rieten ihr, Schauspielerei mit Klavier und Gesang zu studieren.

## Musikkarriere
Kelly spielte Rollen in einigen Musicals, nämlich "Velma Kelly" in Chicago, "Florence" in Chess, "Laurey" in Oklahoma!, "Maria" in West Side Story und "Sandy" in Grease.
Sie hatte ebenfalls Konzerte in der National Concert Hall in Dublin; darunter The Magic of Gershwin, The Music of Cole Porter und From Romberg to Rodgers. Sie wurde mit mehreren nationalen Auszeichnungen für Singen und Schauspielerei ausgezeichnet.

### Riverdance
Nach einer beruflichen Tätigkeit in der Computerbranche kehrte sie zum Theater zurück und spielte die Hauptrolle im Christmas Pantomime "Jack and the Beanstalk" im Gaiety Theatre. Dies brachte ihr ein Casting zur amerikanischen Produktion von Riverdance als weibliche Hauptstimme im Jahr 2000 ein, das sie gewann. Kelly tourte fünf Jahre mit Riverdance und war eine der Riverdance-Sängerinnen, die 2003 in der Eröffnungszeremonie der Special Olympics den 'Cloudsong' sangen. Während der Tour lernte sie den australischen Tänzer Scott Porter kennen, den sie später heiratete. Sie lernte in dieser Zeit ebenfalls die Sängerin Lynn Hilary kennen, die im Jahr 2007 den Platz von Méav Ní Mhaolchatha in der Gruppe Celtic Woman einnahm.

### Solo-Album
2002 wurde Kelly vom Direktor David Downes gefragt, ob sie ein Soloalbum aufnehmen würde. Sie stimmte zu. Ihr Debütalbum Lisa wurde 2003 vom Celtic Collections Label veröffentlicht.

### Celtic Woman
2004 trat Downes erneut an Kelly heran und fragte sie, ob sie Teil von Celtic Woman sein wollte. Eigentlich war nur ein einziger Auftritt im Helix Theatre in Dublin geplant. Seitdem hat die Gruppe mehrere Alben und DVDs ihrer Welttourneen veröffentlicht.
Sie war damit einverstanden und sagte: „I wasn't doing anything else that day.“ Sie wusste nichts über die anderen Künstlerinnen, mit denen sie auftreten würde, aber Kelly erklärte, dass die Show mit den Sängerinnen, die die Produzenten ausgewählt hatten, gesegnet sei. Sie tourte mit Celtic Woman und sang auf den meisten CDs und DVDs.
Sie singt die Titel "Send Me a Song" und "The Blessing" auf der CD und DVD A New Journey sowie auf der Tour. Beide wurden von David Downes komponiert und am Klavier begleitet. Ein weiterer Song ist "Green the Whole Year Round", welcher sich auf der Christmas Celebration DVD und Greatest Journey CD und DVD befindet. Kelly singt ebenfalls "The Voice" in A New Journey, welcher im Original von Méav Ní Mhaolchatha und der Violinistin Máiréad Nesbitt gesungen wurde. "The Voice" stammt vom irischen Autor und Komponisten Brendan Graham. Sie singt ebenfalls "May It Be", im Original von Der Herr der Ringe: Die Gefährten sowie "Caledonia" in A New Journey und Stings "Fields of Gold" während der Isle of Hope und Songs From the Heart-Touren. Außerdem singt Kelly "The Moon's a Harsh Mistress" auf Songs From the Heart, begleitet von Máiréad Nesbitt an der Violine.

### Weiteres
2009 arbeitete Lisa Kelly an dem Titelsong If You Believe vom Disneyfilm Tinker Bell and the Lost Treasure mit.
Sie tat dies zusammen mit der Violinistin Máiréad Nesbitt, dem Musikdirektor und Komponist David Downes, und der Sängerin Méav Ní Mhaolchatha.
Im Dezember 2011 gab Kelly bekannt, dass sie aufgrund ihrer Schwangerschaft nicht an der Believe Tour 2012 teilnehmen würde. Sie wurde von Susan McFadden, der jüngeren Schwester von Brian McFadden, vertreten. Sie wollte sich nur eine kurze Auszeit nehmen, im Januar 2013 gab sie jedoch bekannt, dass sie Celtic Woman verlassen und nach Peachtree City ziehen werde, um dort ihre Akademie The Lisa Kelly Voice Academy zu eröffnen. Die neue Akademie für Gesang leitet sie zusammen mit ihrem Gatten Scott Porter, der Geschäftsführer der Celtic Woman Ltd. war.

## Privatleben
Kelly ist seit 2004 mit dem australischen Tänzer Scott Porter verheiratet. Sie haben vier Kinder: Sohn Cian (* 24. November 2002), Jack (* 12. August 2004), Harry (* 12. Juni 2012) und Tochter Ellie (* 5. März 2008). Sie begleiten sie auf Tour, wenn sie nicht in der Schule sind. Kellys Schwester Helen hat für Celtic Woman im Chor gesungen.

## Diskografie
- Lisa (2003; re-release 2006)
- Celtic Woman: Celtic Woman (März 2005)
- Celtic Woman: A Christmas Celebration (Oktober 2006)
- Celtic Woman: A New Journey (Januar 2007)
- Celtic Woman: The Greatest Journey (Oktober 2008)
- Celtic Woman: Songs from the Heart (Januar 2010)
- Celtic Woman: Lullaby (Februar 2011)
- Celtic Woman: Believe (Mai 2011; Januar 2012)
- Celtic Woman: Silent Night (2012)